# Чекан-Тамак
Чека́н-Тама́к (рос. Чекан-Тамак, башк. Сәкәнтамаҡ) — село у складі Шаранського району Башкортостану, Росія. Входить до складу Нижньозаїтовської сільської ради.
Населення — 78 осіб (2010; 142 у 2002).
Національний склад:
- башкири — 81 %